# Thelypteris palustris
Thelypteris palustris là một loài thực vật có mạch trong họ Thelypteridaceae. Loài này được (A. Gray) Schott miêu tả khoa học đầu tiên năm 1834.

## Hình ảnh

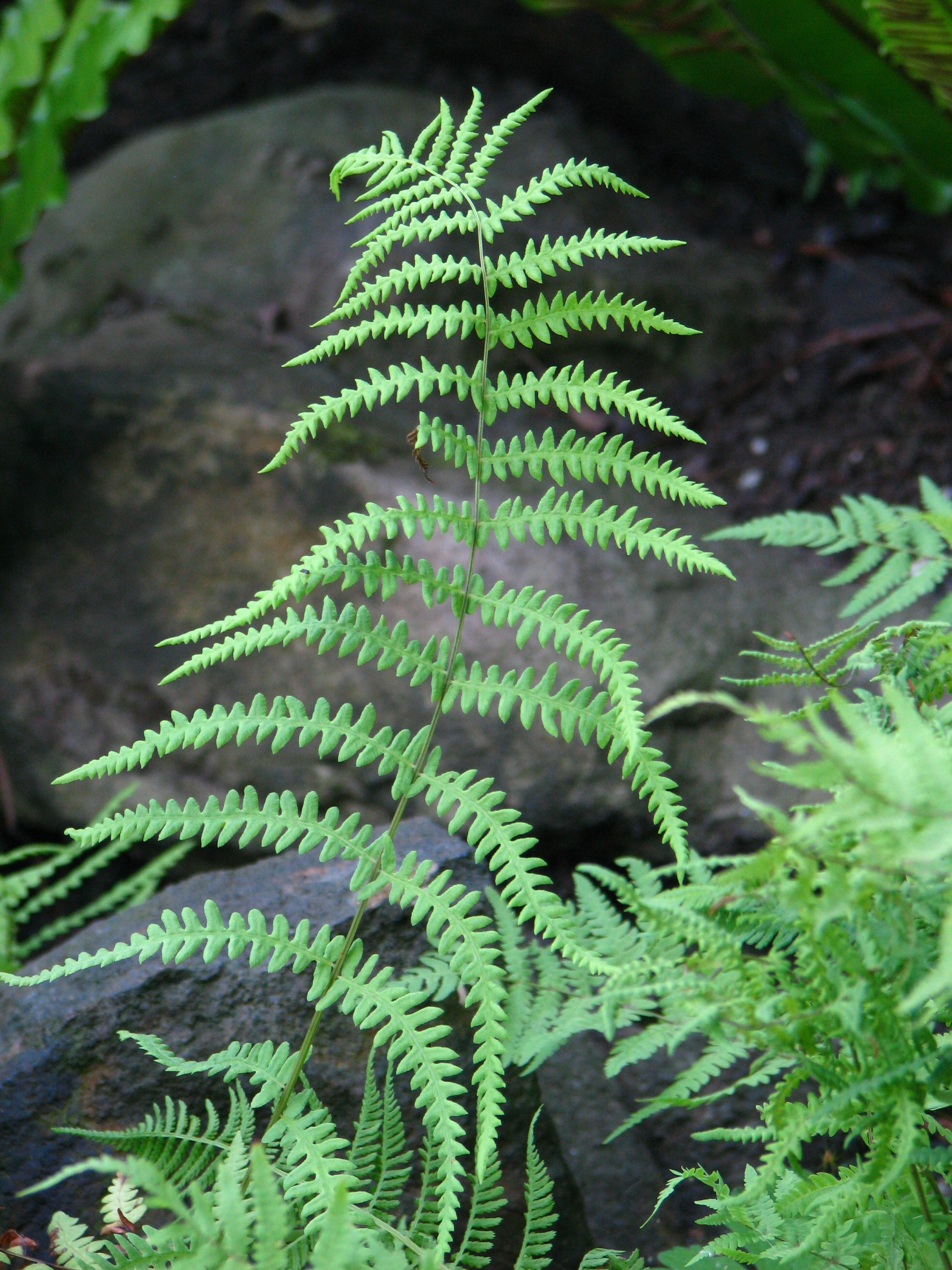
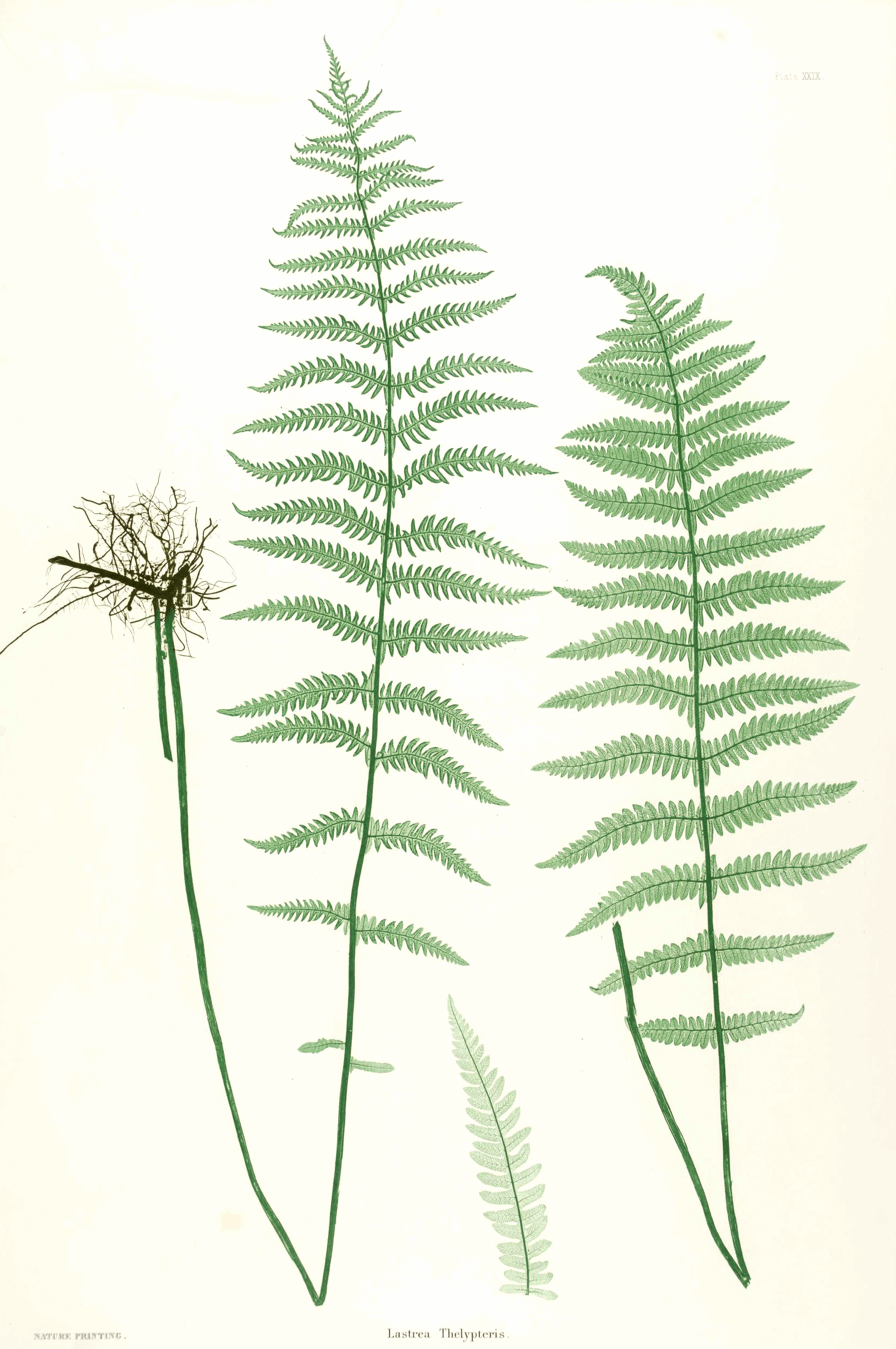
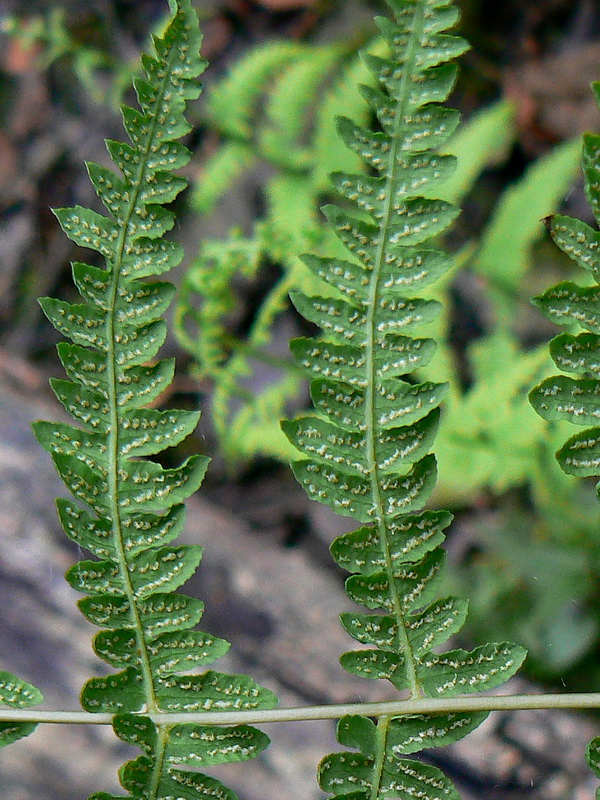
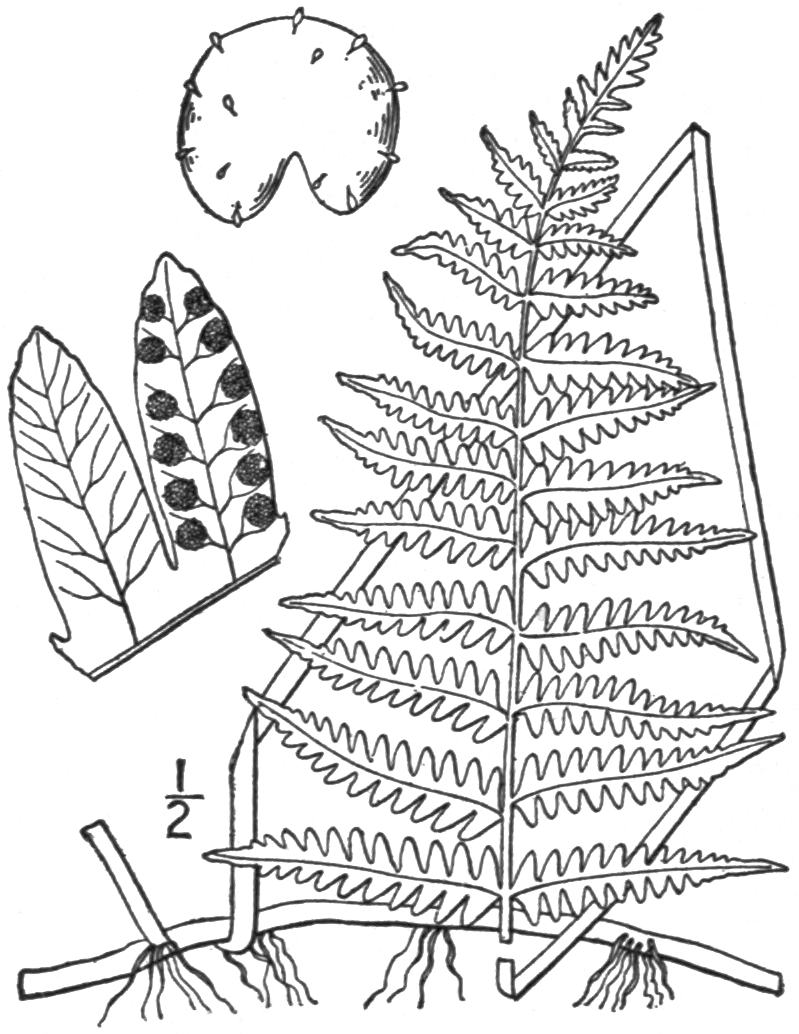